# Bolinder-Munktell
Bolinder-Munktell est une ancienne société suédoise de construction de tracteurs agricoles, de  moissonneuses-batteuses, de machines forestières, d'engins de génie civil et de véhicule chenillé en caoutchouc. Elle a été formée en 1932 par la fusion des entreprises Munktell (fabricant de tracteur) et Bolinder, son motoriste. Elle était basée à Eskilstuna. Son abréviation est communément BM. L'entreprise a fusionné avec Volvo en 1950.

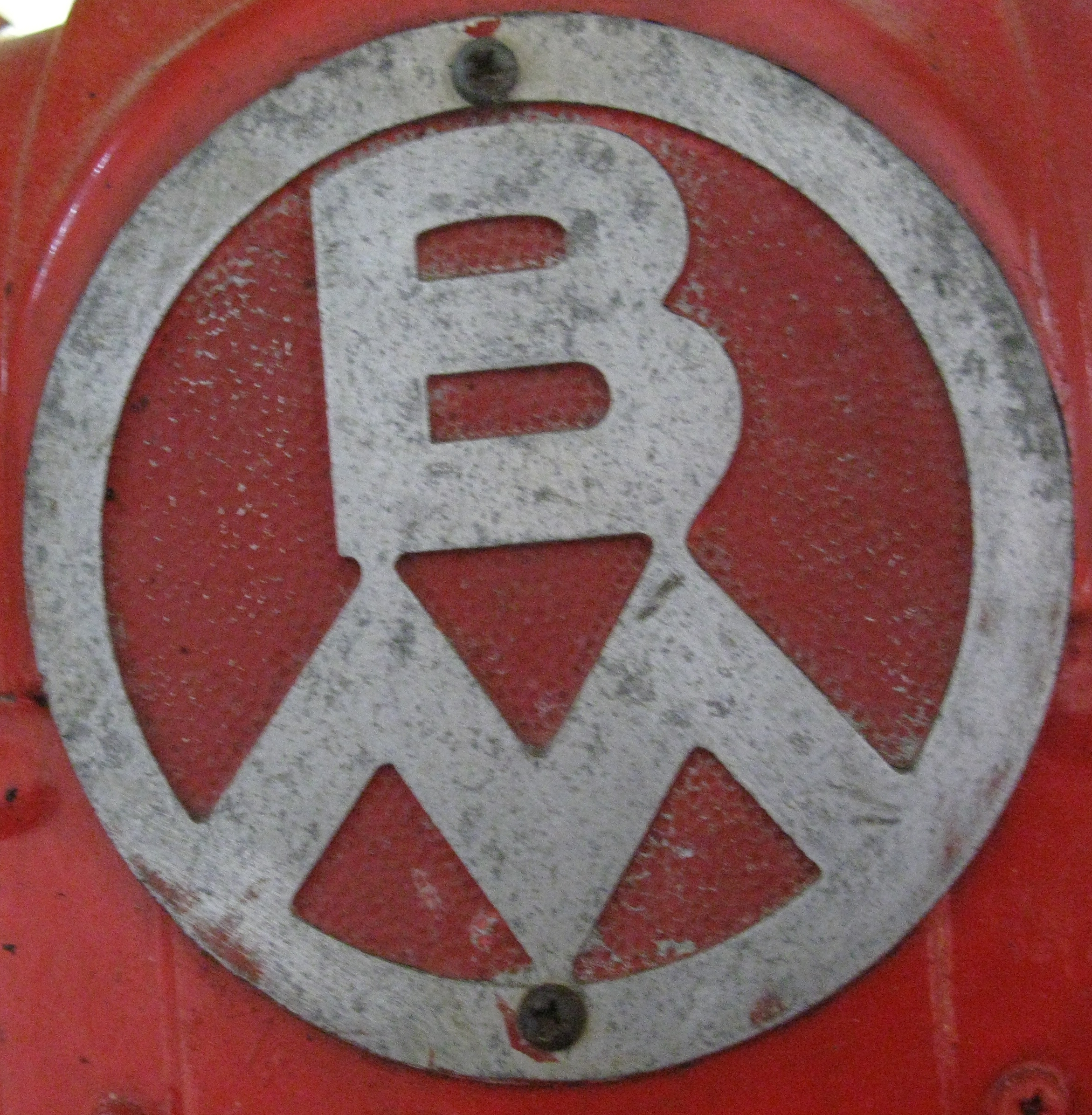
Logo Bolinder-Munktell provenant de la calandre d'un BM Volvo 350

## Historique

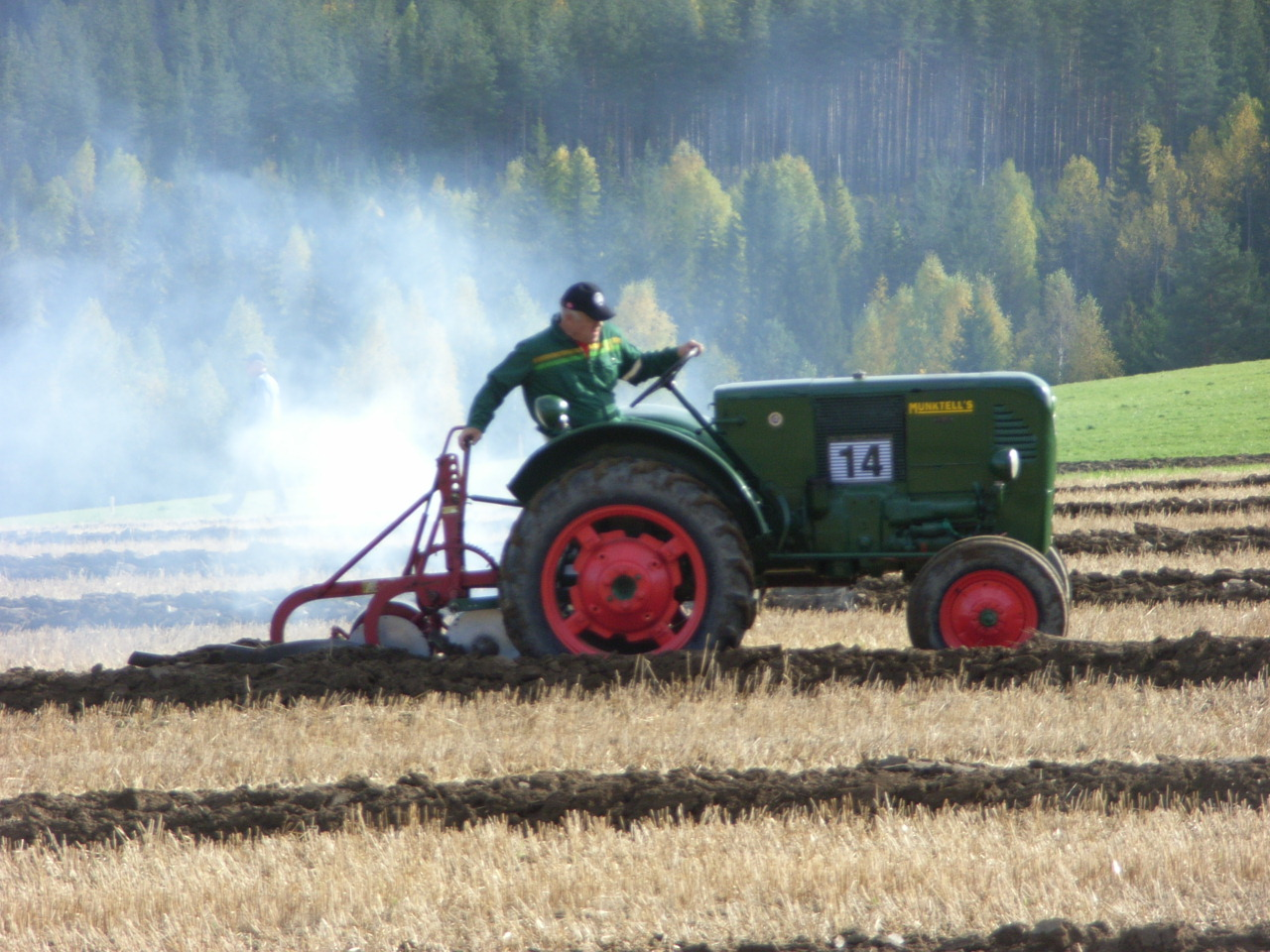
BM 10 semi-diesel durant les concours norvégiens de labour à l'ancienne à Sigdal Norvège en 2009.

Le premier tracteur produit par Munktell fut le 30-40 (1913 - 1915). Il avait une masse de 8 300 kg et une puissance de 40 ch. Seulement 31 unités ont été produites. En 1916, le 20-24 est sorti. Avec ses 4 200 kg et une puissance de 24 ch, il était plus apte au travail et il a été produit jusqu'en 1920.
Le modèle 22 est sorti en 1921, beaucoup plus moderne que les modèles précédents, avec une transmission clos, comme le Fordson Modèle F et le tracteur finlandais Kullervo. Le 22 a été produit jusqu'en 1934. Le modèle 30 a été une version plus grande qui a été produite de 1928 à 1935.
Le premier modèle à sortir après la fusion de Munktells et Bolinder en 1932 fut le Munktells 25, appelé par la suite BM 2.
L'entreprise a continué la production, jusqu'en 1953, des tracteurs à moteur à boule chaude, dans un souci d'économie de carburant. Contrairement à des fabricants comme SFV et Lanz (bulldog), tous les moteurs semi-diesel de Munktell / Bolinder-Munktell étaient, à l'exception du 20-24, à deux cylindres. La culasse des moteurs à boule chaude devait être chauffée à la lampe à souder pour démarrer.
Durant la Seconde Guerre mondiale, l'entreprise a adapté ses moteurs deux temps à boule chaude à combustion de gaz de bois et le BM 2 est devenu le GBM 2 ; GBMV-1 (1944 - 1945) était une version modernisée. Mais il a fallu du temps pour que cela fonctionne, alors en attendant, un moteur à essence 6 cylindres produit par Volvo a été utilisé et le BM 2 avec ce moteur a été renommé BM 4.
Après la Seconde Guerre mondiale, le modèle 10 sort, pourvu d'un moteur "à boule chaude", semi-diesel, deux cylindres, deux temps de 23 ch.
Dans les années 1950, BM abandonne le moteur à boule chaude et équipe ses modèles de moteurs diesel à injection directe : on voit apparaitre les modèles BM 230 (moteur deux cylindres, diesel, 23 ch), le BM 36 (moteur trois cylindres, diesel, 36 ch) et BM 55 (moteur quatre cylindres diesel, 55 ch), tous avec 5 vitesses avant non synchronisées, 1 marche arrière. Mais le petit modèle 425 avait moteur à essence (quatre cylindres, 32 ch).
En 1950, Bolinder Munktell a été acheté par Volvo, mais a continué comme une filiale assez indépendante. Après la prise de contrôle par Volvo, les produits Bolinder Munktell ont été vendus comme deux marques séparées, Bolinder Munktell et Volvo, par deux forces de vente séparées, cela a continué jusqu'à la fin des années cinquante, lorsque le nom de marque BM Volvo a été introduit. En 1973, le nom a été changé en Volvo BM ; plusieurs modèles de tracteurs, comme le T 650, ont ainsi été produits sous les deux marques sans modification technique notable.

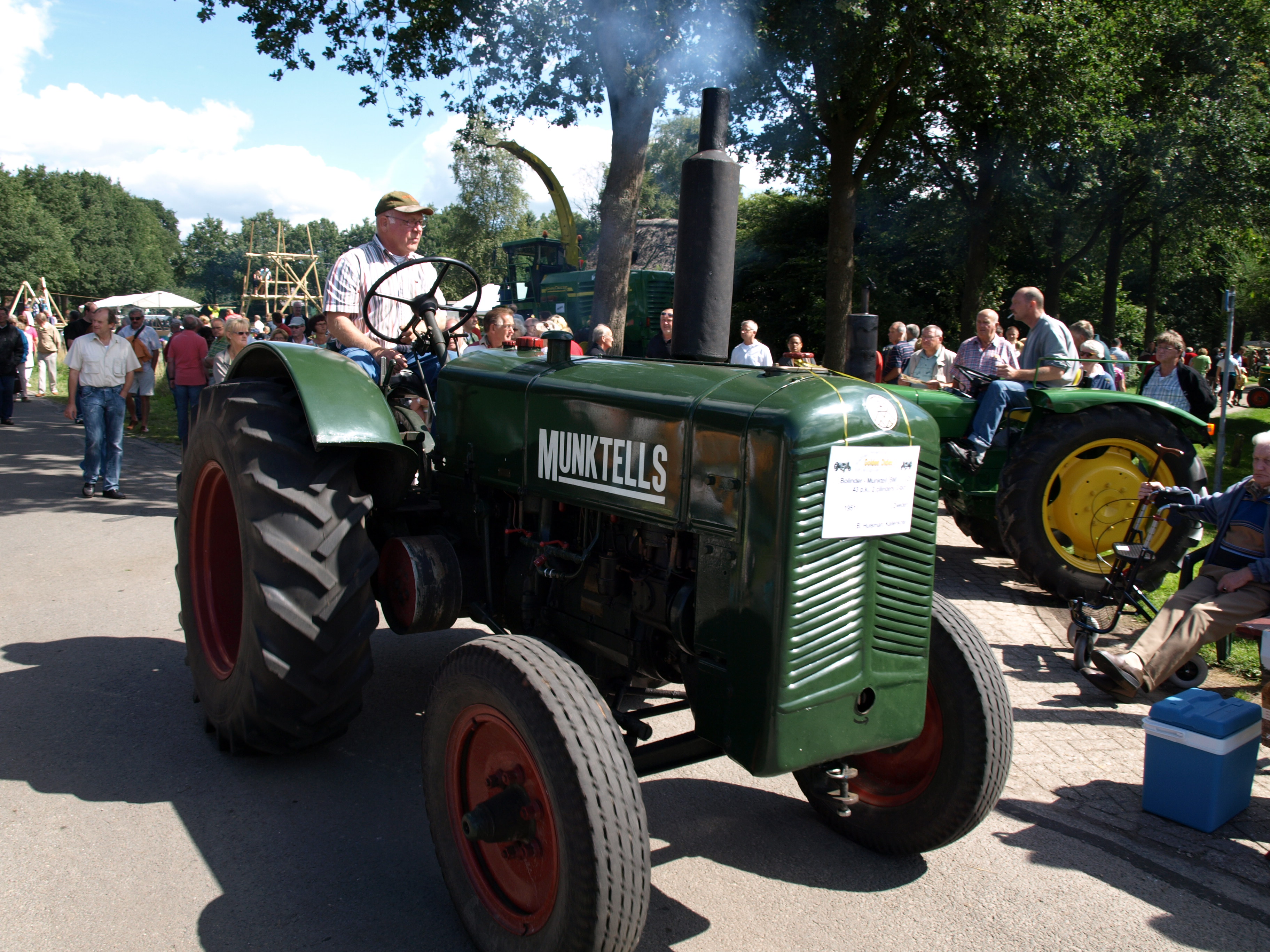
Probablement un BM 21.
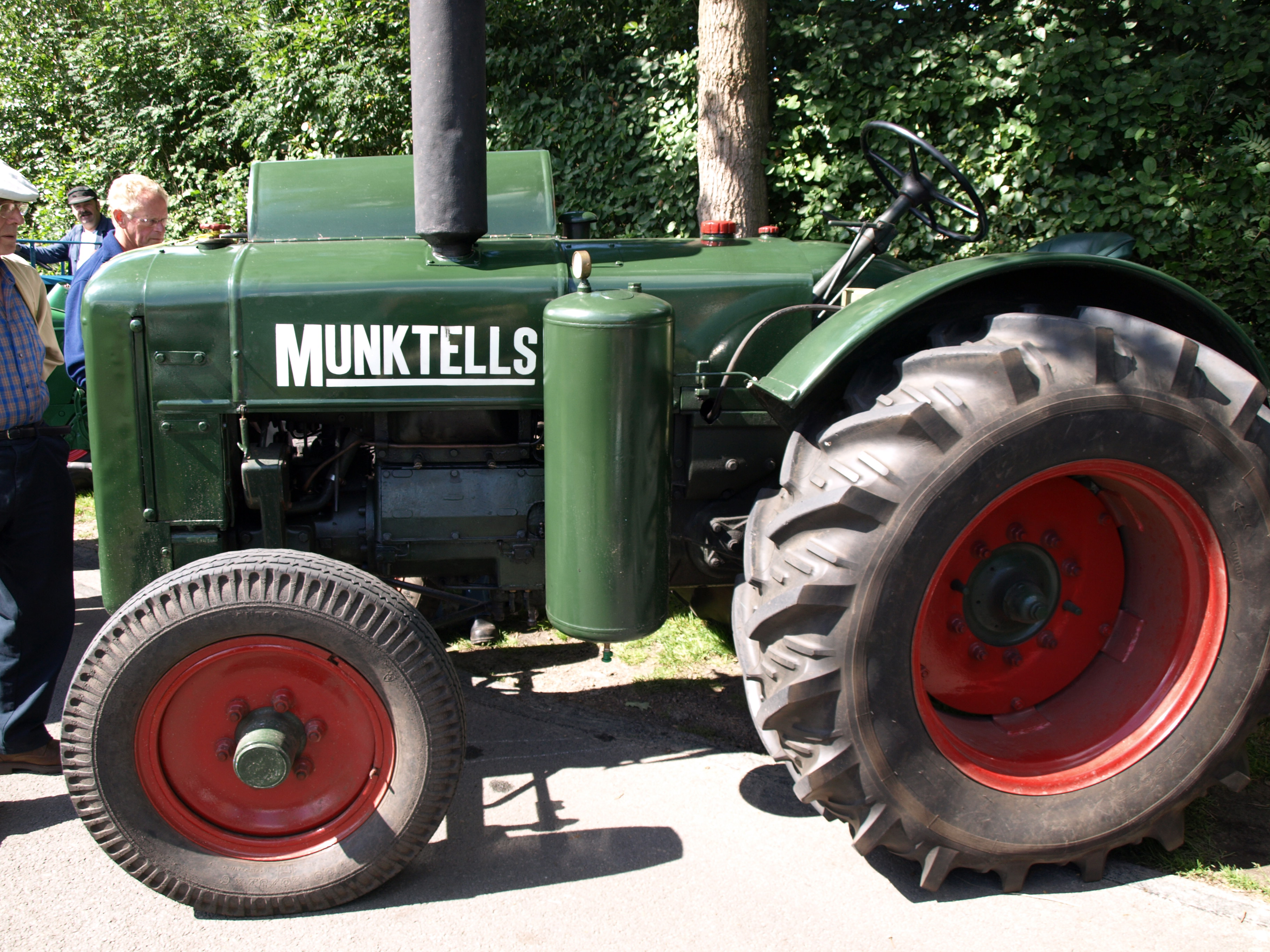
Le même, de profil.
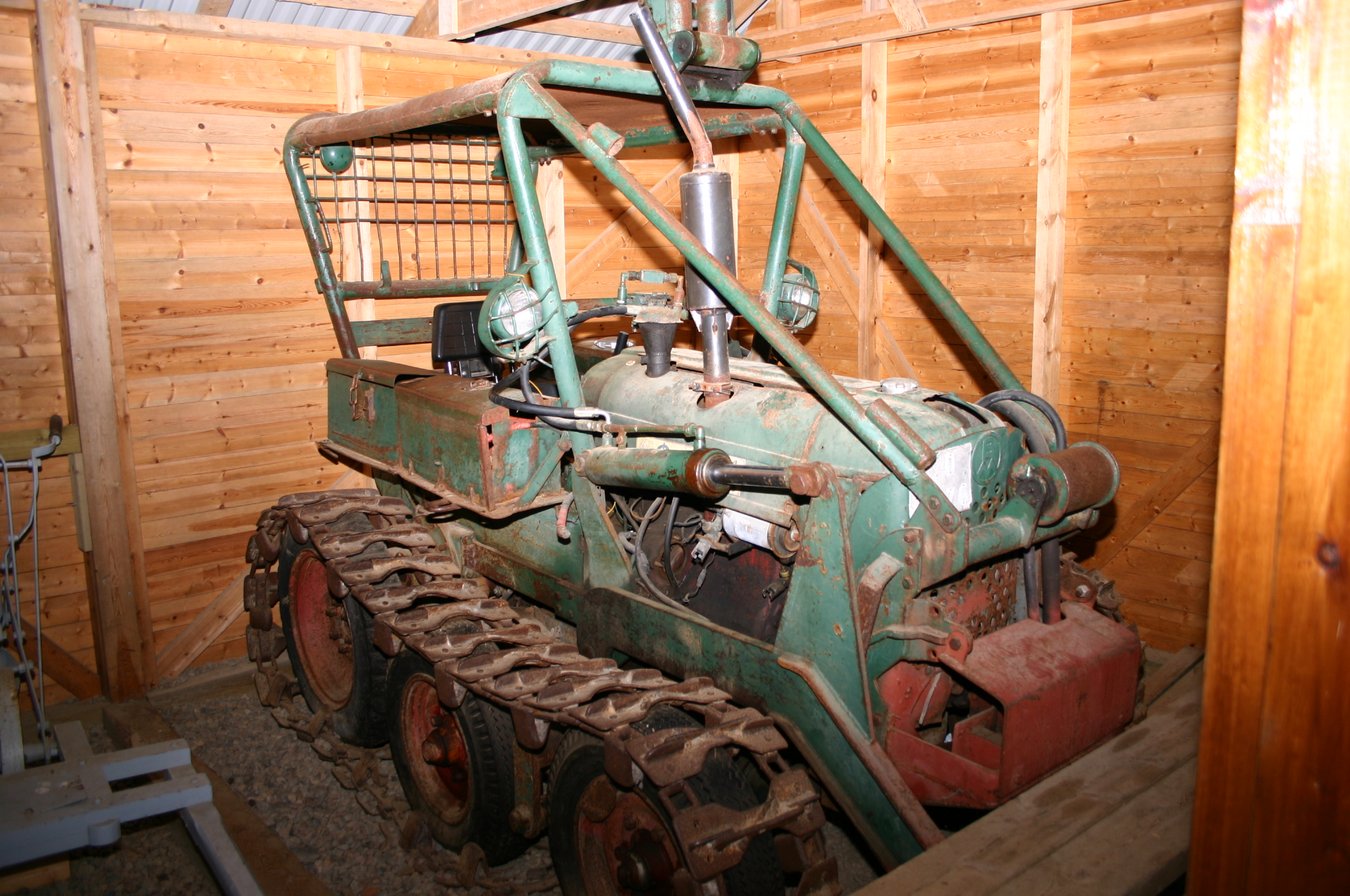
Tracteur BM 230 Bamse (construit sur un châssis de BM 230) équipé de chenilles et d'une lame frontale.
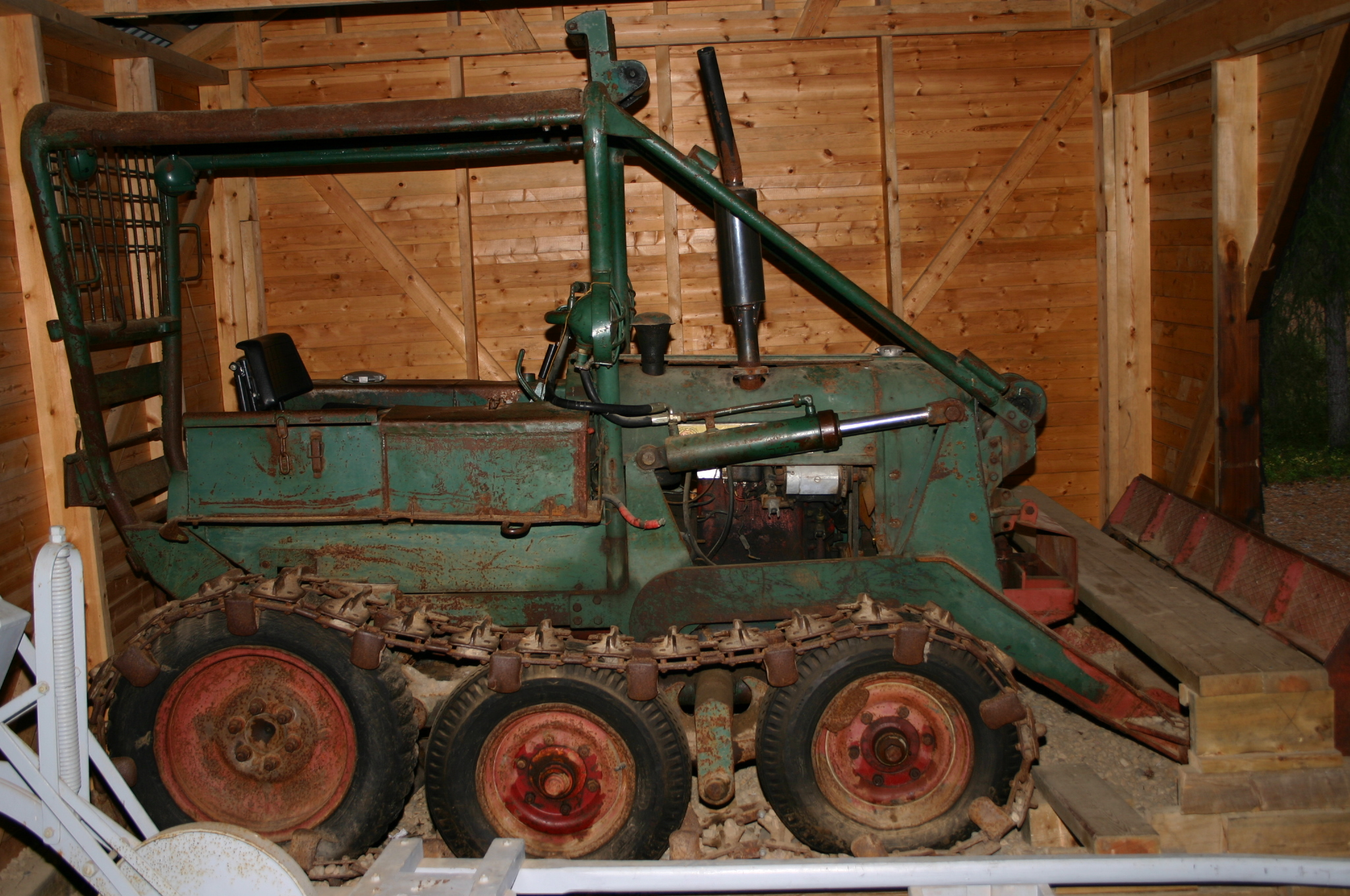
Le même, de profil. Il était le partenaire de Bolinder-Munktell, Östbergs Smidesfabrikk Alfta (ÖSA), à Alfta[3], qui a développé et produit Bamse.
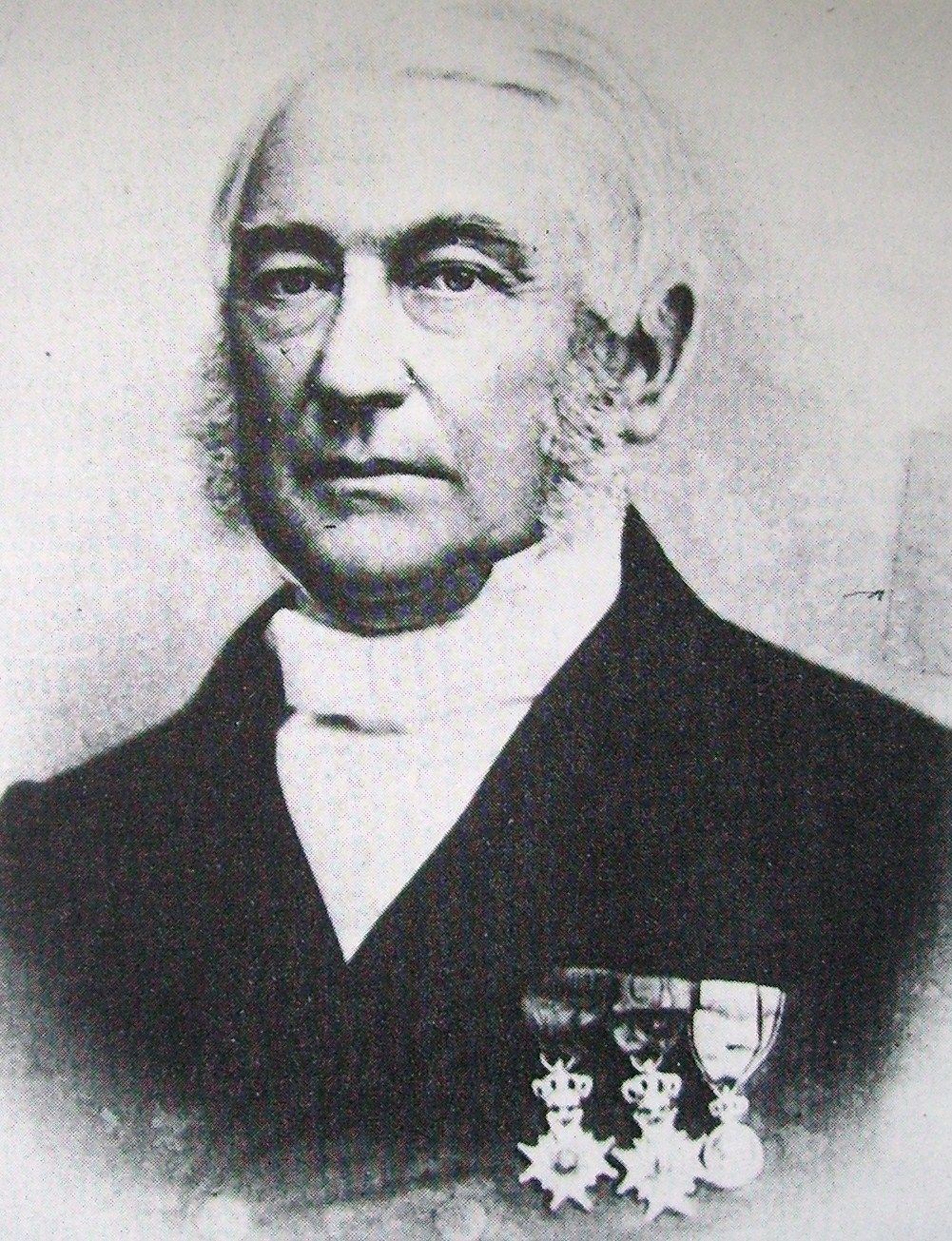
Theofron Munktell.
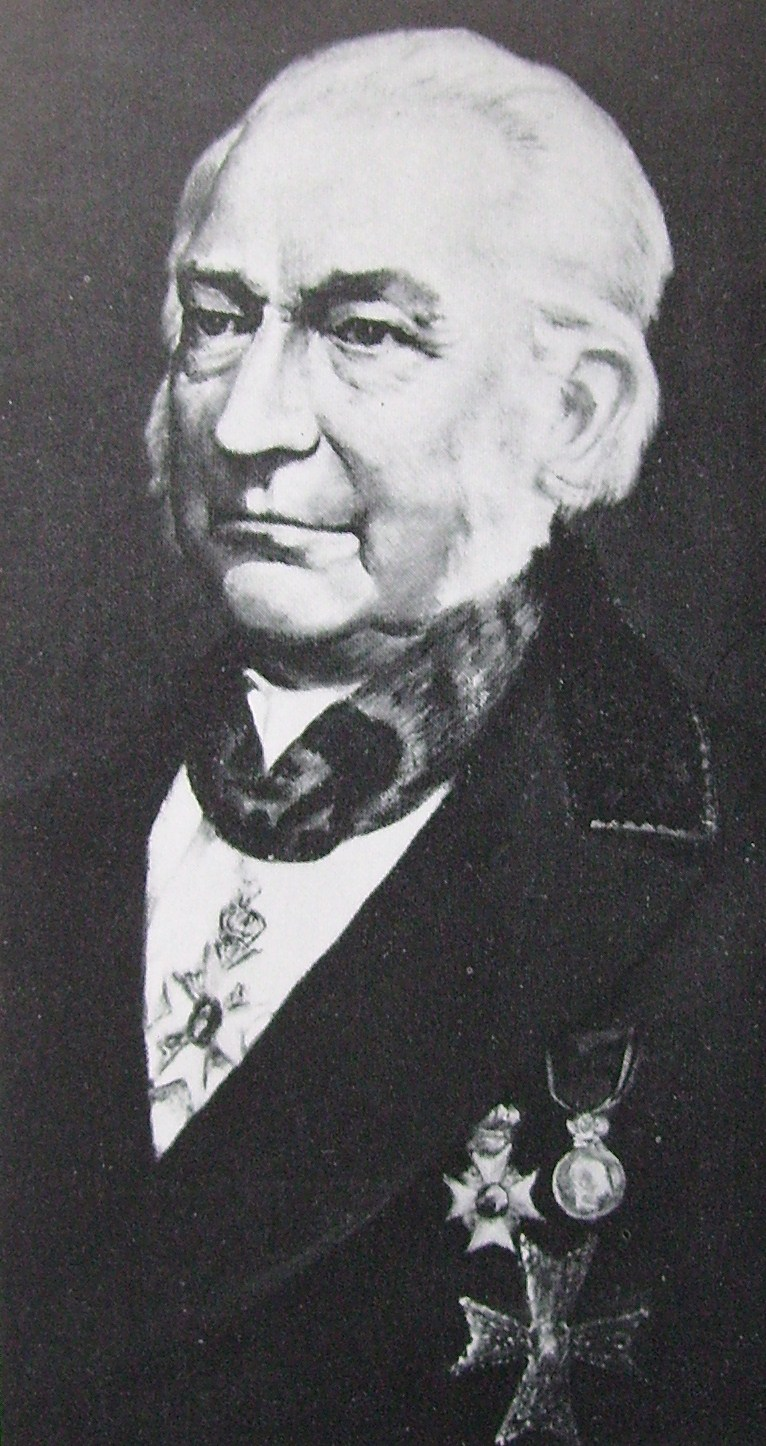
Carl Gerhard Bolinder.

## Commercialisation en France
Les tracteurs BM n'ont pas été commercialisés en France en grande quantité toutefois leur nombre n'est pas négligeable. Au 1er janvier 1950, il y avait en France, 708 tracteurs BM en service sur les 123 018 dans tout le pays. Le nombre de tracteurs BM à cette époque est comparable au nombre de tracteurs Deutz. En 1946 BM a commercialisé 110 tracteurs sur les 9 617 unités mises en circulation la même année. La gamme de tracteurs proposée par Bolinder était en constante évolution comme le montre le tableau ci-dessous.
| Type           | 1938 | 1939 | 1940 | 1941 | 1942 | 1943 | 1944 | 1945 | 1946 | 1947 | 1948 | 1949 | 1950 | 1951 | 1952 | 1953 | 1954 | 1955 | 1956 | 1957 | 1958 | 1959 | 1960 |
| -------------- | ---- | ---- | ---- | ---- | ---- | ---- | ---- | ---- | ---- | ---- | ---- | ---- | ---- | ---- | ---- | ---- | ---- | ---- | ---- | ---- | ---- | ---- | ---- |
| BM 2           | oui  | oui  | oui  | oui  | oui  | oui  | oui  | oui  |      |      |      |      |      |      |      |      |      |      |      |      |      |      |      |
| BM 3           |      | oui  |      |      |      |      |      |      |      |      |      |      |      |      |      |      |      |      |      |      |      |      |      |
| BM 4           |      |      |      | oui  | oui  |      |      |      |      |      |      |      |      |      |      |      |      |      |      |      |      |      |      |
| GBM 2          |      |      |      |      | oui  | oui  | oui  |      |      |      |      |      |      |      |      |      |      |      |      |      |      |      |      |
| GBMV-1         |      |      |      |      |      |      | oui  | oui  |      |      |      |      |      |      |      |      |      |      |      |      |      |      |      |
| BM 20          |      |      |      |      |      |      |      | oui  | oui  | oui  | oui  | oui  | oui  |      |      |      |      |      |      |      |      |      |      |
| BM 10          |      |      |      |      |      |      |      |      |      | oui  | oui  | oui  | oui  | oui  | oui  | oui  |      |      |      |      |      |      |      |
| BM 31/32/33/34 |      |      |      |      |      |      |      |      |      |      |      | oui  | oui  | oui  | oui  | oui  | oui  | oui  | oui  | oui  |      |      |      |
| BM 21          |      |      |      |      |      |      |      |      |      |      |      |      | oui  | oui  | oui  |      |      |      |      |      |      |      |      |
| BM 36          |      |      |      |      |      |      |      |      |      |      |      |      |      |      | oui  | oui  | oui  | oui  | oui  | oui  | oui  | oui  |      |
| BM 55          |      |      |      |      |      |      |      |      |      |      |      |      |      |      |      | oui  | oui  | oui  | oui  | oui  | oui  | oui  |      |
| BM 24/25       |      |      |      |      |      |      |      |      |      |      |      |      |      |      |      |      | oui  | oui  | oui  | oui  | oui  | oui  |      |
| BM 230         |      |      |      |      |      |      |      |      |      |      |      |      |      |      |      |      |      | oui  | oui  | oui  | oui  | oui  | oui  |
| BM 425         |      |      |      |      |      |      |      |      |      |      |      |      |      |      |      |      |      |      | oui  | oui  | oui  | oui  | oui  |
| BM 350         |      |      |      |      |      |      |      |      |      |      |      |      |      |      |      |      |      |      |      |      |      | oui  | oui  |
| BM 470         |      |      |      |      |      |      |      |      |      |      |      |      |      |      |      |      |      |      |      |      |      | oui  | oui  |

## Quelques modèles

### Bolinder Munktell 230 "Victor"

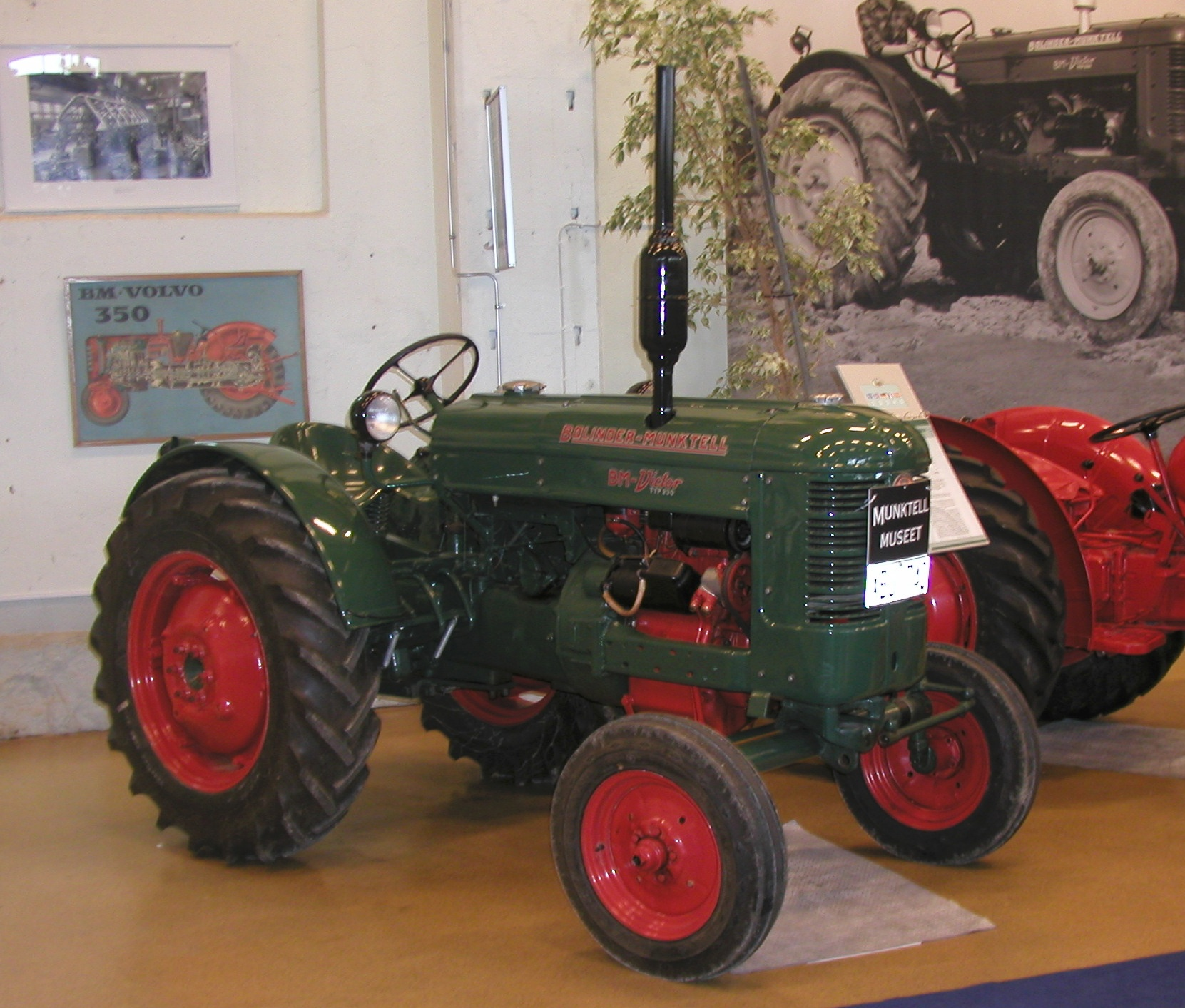
Volvo BM 230 "Victor".

| Bolinder Munktell 230 "Victor"                | Bolinder Munktell 230 "Victor" |
| Poids                                         | Poids                          |
| --------------------------------------------- | ------------------------------ |
| tracteur standard (kg)                        | 1 650                          |
| essieu avant (kg)                             | 690                            |
| essieu arrière (kg)                           | 960                            |
| Encombrement                                  |                                |
| empattement (mm)                              | 1 850                          |
| largeur hors tout (mm)                        | 2 150                          |
| longueur hors tout (mm)                       | 2 850                          |
| hauteur totale (mm)                           |                                |
| Hauteur jusqu'au bouchon de réservoir (mm)    | 1 465                          |
| Moteur                                        |                                |
| Type                                          | 1052                           |
| Carburant                                     | Fuel                           |
| Cylindrée (cm3)                               | 2 240                          |
| Puissance à 1 700 tr/min (ch DIN)             | 31                             |
| Puissance à 2 000 tr/min (ch DIN)             | 33                             |
| Couple à 800 tr/min (N m)                     | 142                            |
| nombre de cylindres                           | 2                              |
| Alésage (mm)                                  | 104,77                         |
| Course (mm)                                   | 130                            |
| Taux de compression                           | 16,5                           |
| Pression d'huile graissage moteur (kg/cm2)    | 3-4                            |
| Jeu soupape d'admission (moteur chaud) (mm)   | 0,40                           |
| Jeu soupape d'échappement (moteur chaud) (mm) | 0,45                           |
| Couple de serrage culasse (N m)               | 170                            |
| Couple de serrage bielle (N m)                | 127                            |
| Transmission                                  |                                |
| Embrayage                                     | type sec monodisque 10″        |
| Garde d'embrayage (mm)                        | 25-30                          |
| Type de boite de vitesses                     | 5 AV 1 AR                      |
| Pneus avant standard                          | 5.5-16, 4 plis                 |
| Pneus arrière standard                        | 11-18, 6 plis                  |
| Hydraulique                                   |                                |
| Pression de travail (kg/cm2)                  | 115-120                        |
| Force de relevage (kg)                        | 850                            |

### BM Volvo 350 "Boxer"

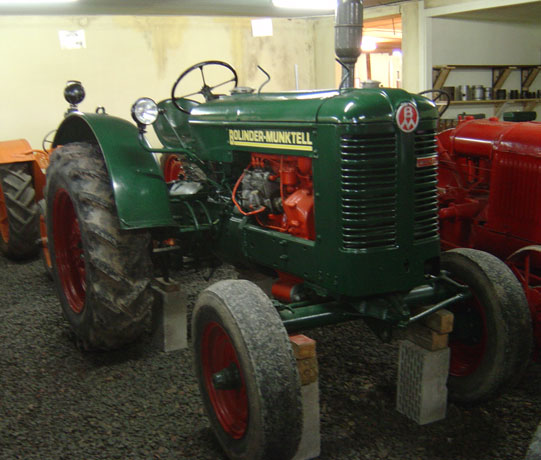
BM 35 du début des années 1950.

| BM Volvo 350 "Boxer"                          | BM Volvo 350 "Boxer"    |
| Poids                                         | Poids                   |
| --------------------------------------------- | ----------------------- |
| tracteur standard (kg)                        | 2 370                   |
| essieu avant (kg)                             | 1 500                   |
| essieu arrière (kg)                           | 870                     |
| Encombrement                                  |                         |
| empattement (mm)                              | 2 370                   |
| largeur hors tout (mm)                        | 1 770                   |
| longueur hors tout (mm)                       | 3 570                   |
| hauteur totale (mm)                           | 2 375                   |
| Hauteur jusqu'au bouchon de réservoir (mm)    | 1 520                   |
| Moteur                                        |                         |
| Type                                          | 1113                    |
| Carburant                                     | Fuel                    |
| Cylindrée (cm3)                               | 3 780                   |
| Puissance à 1 500 tr/min (ch DIN)             | 50                      |
| Puissance à 1 800 tr/min (ch DIN)             | 56                      |
| Couple à 1 100 tr/min (N m)                   | 240                     |
| nombre de cylindres                           | 3                       |
| Alésage (mm)                                  | 111,12                  |
| Course (mm)                                   | 130                     |
| Taux de compression                           | 16,5                    |
| Pression d'huile graissage moteur (kg/cm2)    | 3-4                     |
| Jeu soupape d'admission (moteur chaud) (mm)   | 0,40                    |
| Jeu soupape d'échappement (moteur chaud) (mm) | 0,45                    |
| Couple de serrage culasse (N m)               | 170                     |
| Couple de serrage bielle (N m)                | 127                     |
| Transmission                                  |                         |
| Embrayage                                     | type sec monodisque 13″ |
| Garde d'embrayage (mm)                        | 75                      |
| Type de boite de vitesses                     | 10 AV 2 AR              |
| Pneus avant standard                          | 7.50-18, 4 plis         |
| Pneus arrière standard                        | 11-38, 6 plis           |
| Hydraulique                                   |                         |
| Pression de travail (kg/cm2)                  | 115-120                 |
| Force de relevage (kg)                        | 1 300                   |